# Halušky

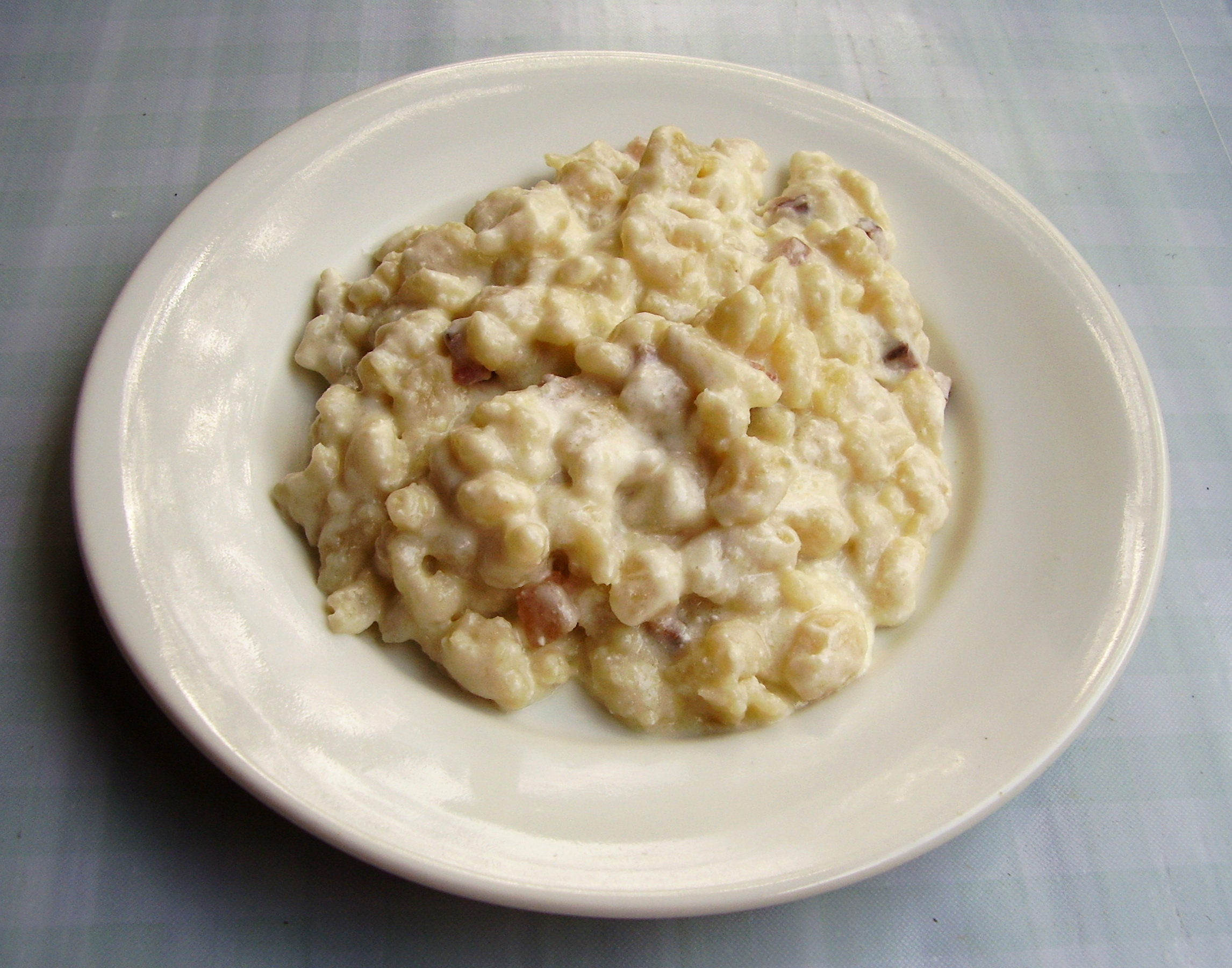
Halušky tradicional eslovaco.

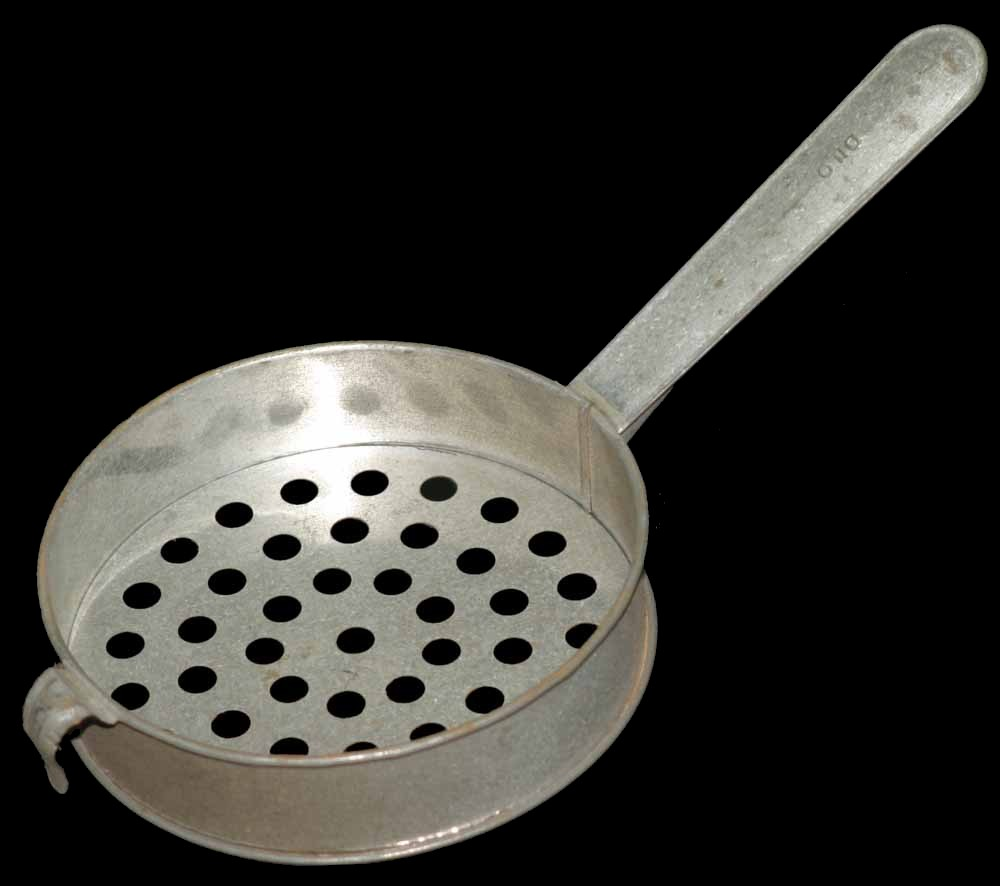
Un haluškár, colador para preparación de las halušky

Halušky (pronounciación /ɦaluʃki/) en eslovaco o galuska/nokedli en húngaro es un alimento en forma de pasta (similar a los Gnocchi italianos) muy tradicional de las gastronomías de los países de Europa Central, tales como Hungría, Polonia, Eslovaquia, y Ucrania.

## Características
A pesar de variar de una región a otra, la receta de base contiene patata rallada y mezclada con harina, sal y opcionalmente una cierta cantidad de huevo haciendo todo ello una masa. Es costumbre que esta masa resultante se haga pasar por un tamiz especial con perforaciones de gran tamaño: tamiz halušky y los pedazos suelen caer en agua hirviendo, formando una pasta de pequeño tamaño (1/2 X 2-3 cm). 
Se suelen servir de formas diferentes dependiendo de la región, pero por regla general incluye col picada, cebollas y mantequilla. Antiguamente no había instrumento para elaborar los halušky. En su lugar la masa se cortaba sobre una placa de madera (mediante un cuchillo) y se vertía directamente sobre el agua hirviendo. 
El “Halušky” hace referencia tanto a la pasta como al plato completo, en Eslovaquia existe el Bryndzové halušky que es un plato tradicional y en Hungría el galuska se come a menudo con el Pollo paprikash (Csirkepaprikás).

## Variantes del halušky
- Bryndzové halušky
- Strapačky